# مهدی معین‌فر
مهدی معین‌فر دبیرکل اسبق هیئت امنای کتابخانه‌های عمومی ایران، مدیرمسئول مجله نمایه، سرپرست وزارت کار و امور اجتماعی در دولت میرحسین موسوی و سفیر اسبق ایران در ایرلند (آبان ۱۳۶۹ – تیر ۱۳۷۲) بود.

## تحصیلات و زندان
معین‌فر فارغ‌التحصیل رشته راه و ساختمان و فوق لیسانس مدیریت دولتی و دکترای مدیریت استراتژیک است.

### زندان
او پیش از انقلاب ۱۳۵۷ و در سال اول تحصیل در دانشگاه، در سال ۱۳۴۶ به دلیل فعالیت‌های سیاسی به زندان قزل‌قلعه فرستاده شد و در فاصله بین فارغ‌التحصیلی از دانشگاه و پیروزی انقلاب (در سال‌های ۵۳ تا ۵۷) نیز به جرم اقدام علیه امنیت ملی، مدتی را در زندان‌های اوین و قصر گذراند.

## فعالیت‌های اجرایی
معین‌فر معاونت وزارتخانه‌های کار و امور اجتماعی، صنایع و معادن، مسکن و شهرسازی، سرپرستی وزارت کار و دبیرکلی نهاد کتابخانه‌های عمومی کشور را بر عهده داشته‌است. وی همچنین در وزارت خارجه نیز فعال بوده و سمت‌هایی مانند مدیر کل آموزش و توسعه نیروی انسانی وزارت امور خارجه و سفیر ایران در ایرلند جنوبی را برعهده داشته‌است.

### نهاد کتابخانه‌های عمومی
او که تا قبل از عهده‌دار شدن مسئولیت در نهاد کتابخانه‌های عمومی، سفیر ایران در ایرلند جنوبی بود، به دعوت علی لاریجانی (که در آن زمان، به تازگی وزیر ارشاد شده بود) در سال ۱۳۷۲ دبیرکل هیئت امنای کتابخانه‌های عمومی ایران شد.